# Leichtathletik-Weltmeisterschaften 2009/200 m der Frauen

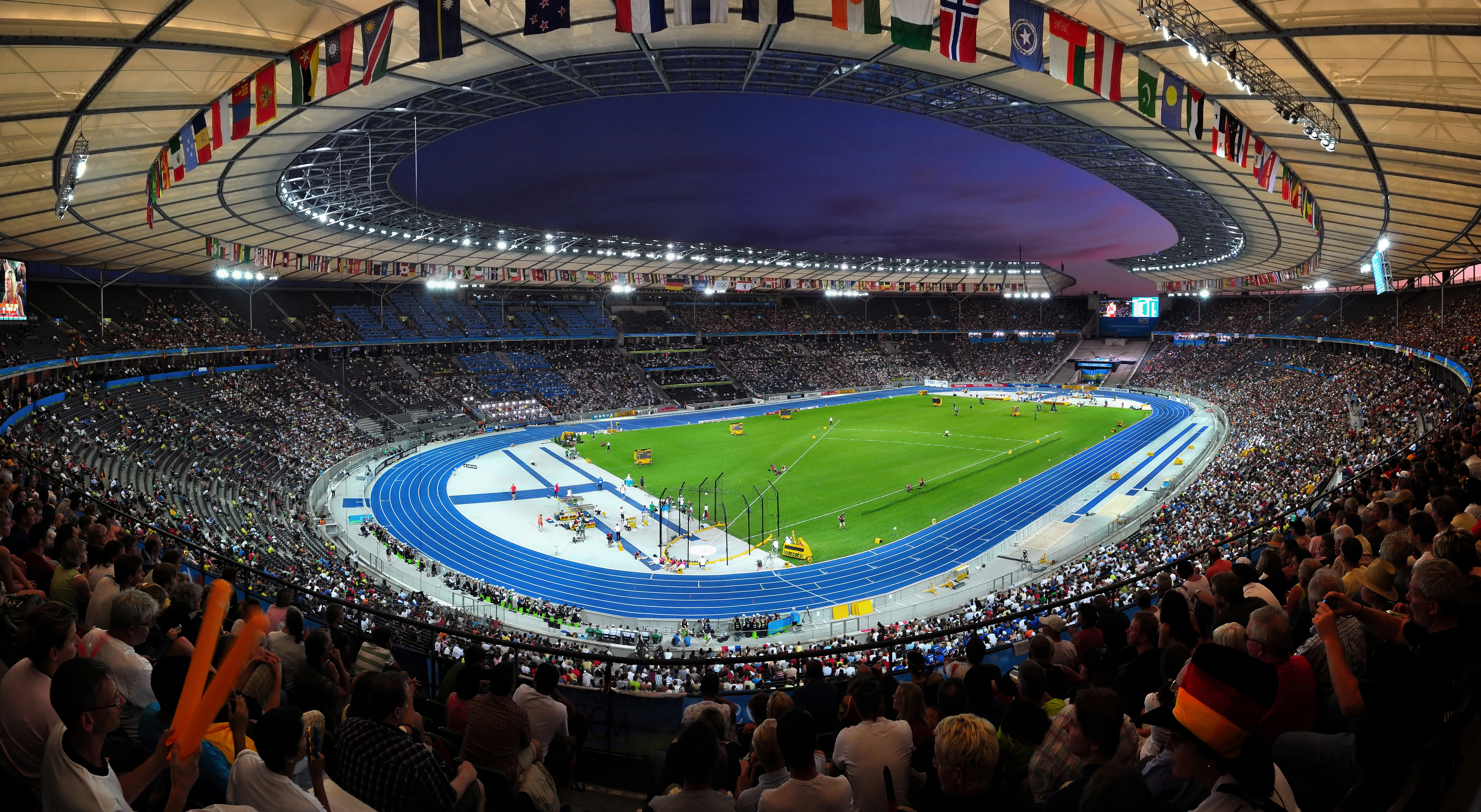
Das Berliner Olympiastadion während der Leichtathletik-Weltmeisterschaften

Der 200-Meter-Lauf der Frauen bei den Leichtathletik-Weltmeisterschaften 2009 wurde vom 19. bis 21. August 2009 im Olympiastadion der deutschen Hauptstadt Berlin ausgetragen.
Ihren dritten Weltmeistertitel auf dieser Distanz errang die zweifache Olympiazweite (2004/2008) Allyson Felix aus den Vereinigten Staaten. Darüber hinaus hatte sie bei den Weltmeisterschaften 2007 zwei Goldmedaillen mit der 4-mal-100-Meter- sowie der 4-mal-400-Meter-Staffel errungen und war 2008 Olympiasiegerin mit der 4-mal-400-Meter-Staffel ihres Landes geworden. Auch hier in Berlin gab es am Schlusstag über 4-mal 400 Meter eine weitere Goldmedaille für sie.

Silber ging an die zweifache Olympiasiegerin (2004/2008) und Vizeweltmeisterin von 2007 Veronica Campbell-Brown aus Jamaika. Sie hatte außerdem über 100 Meter 2007 WM-Gold und 2005 WM-Silber gewonnen. Als Mitglied jamaikanischer Sprintstaffeln war sie zweifache Vizeweltmeisterin (2005/2007) und hatte bei Olympischen Spielen 2004 Gold sowie 2000 Silber errungen.

Rang drei belegte die bahamaische Weltmeisterin von 2001 und Olympiadritte von 2004 Debbie Ferguson-McKenzie. Auch sie hatte als Weltmeisterin von 1999, Olympiagoldmedaillengewinnerin von 2000 und Olympiasilbermedaillengewinnerin von 1996 große Erfolge mit 4-mal-100-Meter-Staffeln ihres Landes vorzuweisen. Hier in Berlin gewann sie am vorletzten Tag noch Staffelsilber.

## Bestehende Rekorde
| Weltrekord | 21,34 s | Florence Griffith-Joyner | OS Seoul, Südkorea      | 29. September 1988 |
| WM-Rekord  | 21,74 s | Silke Gladisch           | WM 1987 in Rom, Italien | 3. September 1987  |

Auch bei diesen Weltmeisterschaften wurde der schon seit 1987 bestehende WM-Rekord nicht erreicht.
Es wurden vier Landesrekorde aufgestellt:
- 22,96 s – Monique Williams (Neuseeland), dritter Vorlauf am 19. August (Wind: ±0,0 m/s)
- 22,90 s – Monique Williams (Neuseeland), drittes Halbfinale am 20. August (Wind: +0,5 m/s)
- 22,83 s – Eleni Artymata (Zypern), vierter Vorlauf am 19. August (Wind: +0,1 m/s)
- 22,64 s – Eleni Artymata (Zypern), erstes Halbfinale am 20. August (Wind: +0,5 m/s)

## Doping
Ruqaya Al Ghasra aus Bahrain wurden ihre über 200 Meter (ausgeschieden im Halbfinale) und 100 Meter (ausgeschieden im Viertelfinale) erzielten Resultate aberkannt, weil sich bei Nachtests der Resultate von den Olympischen Spielen 2008 ihre Probe als positiv erwies. Für zwei Jahre wurde sie gesperrt, ihre Ergebnisse der entsprechenden Jahre wurden annulliert.
Leidtragende war die Kanadierin Adrienne Power, die über ihre im dritten Vorlauf erzielte Zeit für das Halbfinale startberechtigt gewesen wäre.

## Vorrunde
Die Vorrunde wurde in sechs Läufen durchgeführt. Die ersten drei Athletinnen pro Lauf – hellblau unterlegt – sowie die darüber hinaus sechs zeitschnellsten Läuferinnen – hellgrün unterlegt – qualifizierten sich für das Halbfinale.

### Vorlauf 1

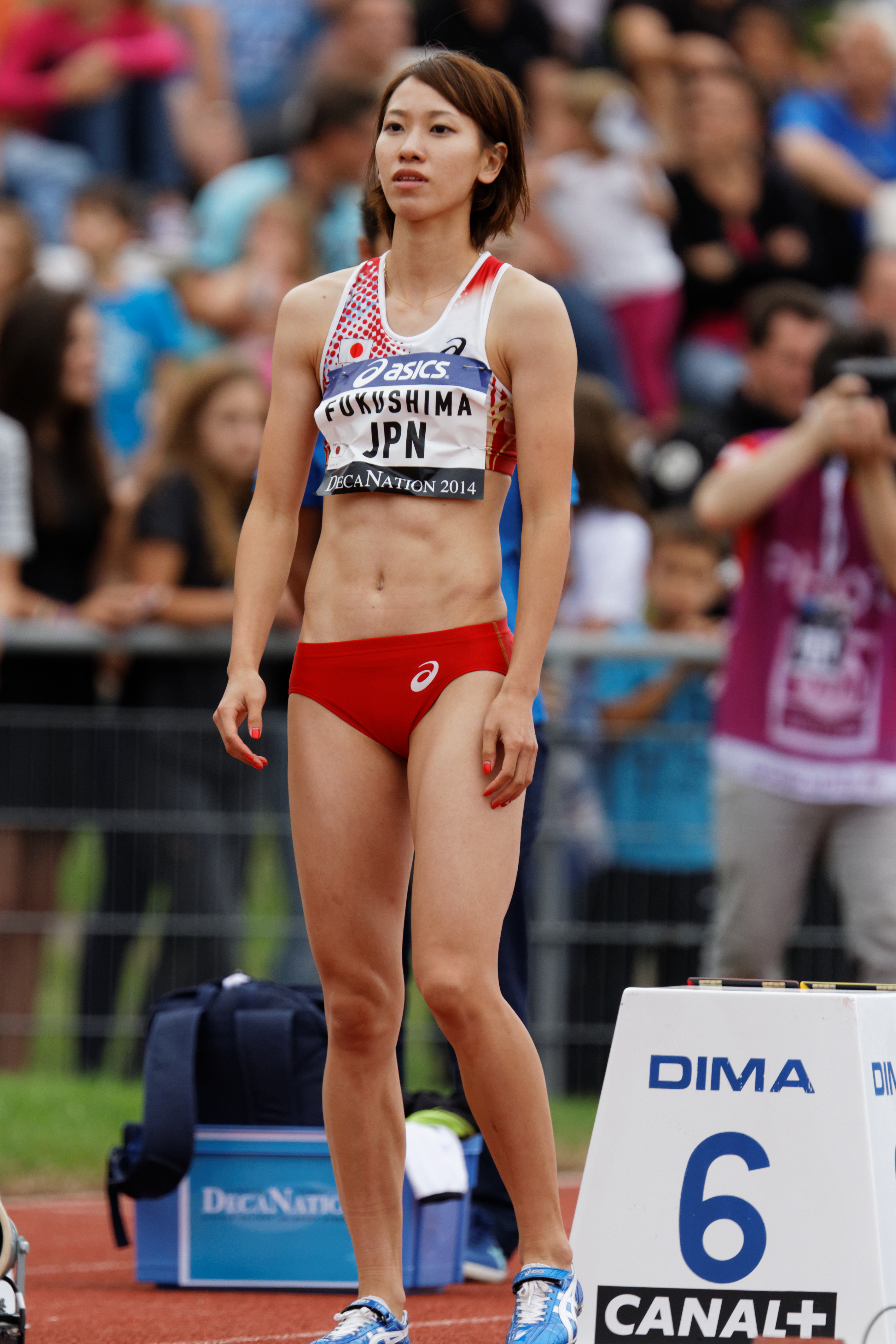
Chisato Fukushima – ausgeschieden als Vierte in 23,40 s
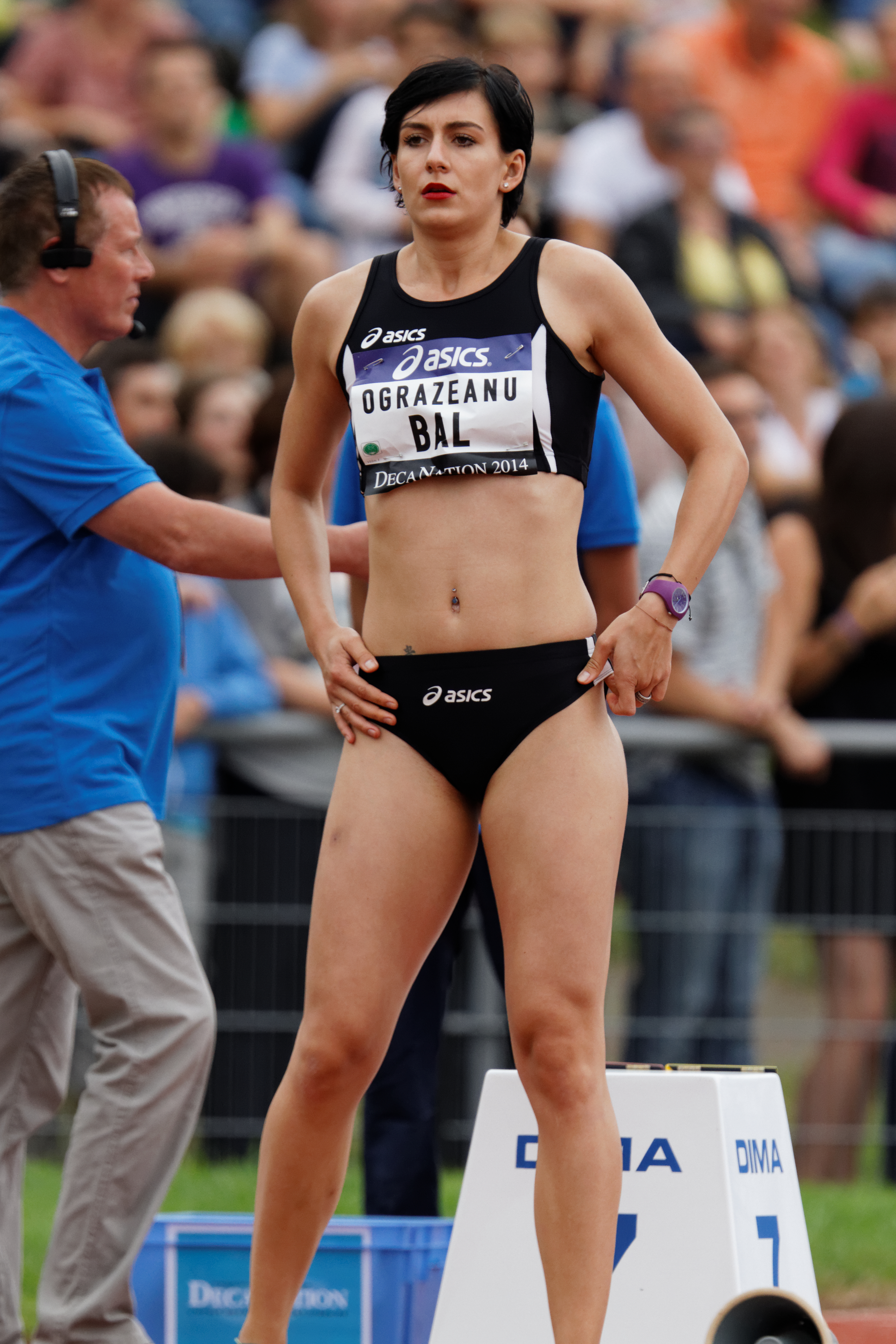
Andreea Ogrăzeanu – ausgeschieden als Sechste in 23,42 s

19. August 2009, 19:45 Uhr
Wind: +0,1 m/s
| Platz | Name              | Nation     | Zeit (s) |
| ----- | ----------------- | ---------- | -------- |
| 1     | Simone Facey      | Jamaika    | 22,83    |
| 2     | ChaRonda Williams | USA        | 23,08    |
| 3     | Johanna Danois    | Frankreich | 23,29    |
| 4     | Chisato Fukushima | Japan      | 23,40    |
| 5     | Darlenys Obregón  | Kolumbien  | 23,42    |
| 6     | Andreea Ogrăzeanu | Rumänien   | 23,42    |
| 7     | Nomvula Dlamini   | Swasiland  | 25,70    |
| DNF   | Munira al-Saleh   | Syrien     |          |

### Vorlauf 2

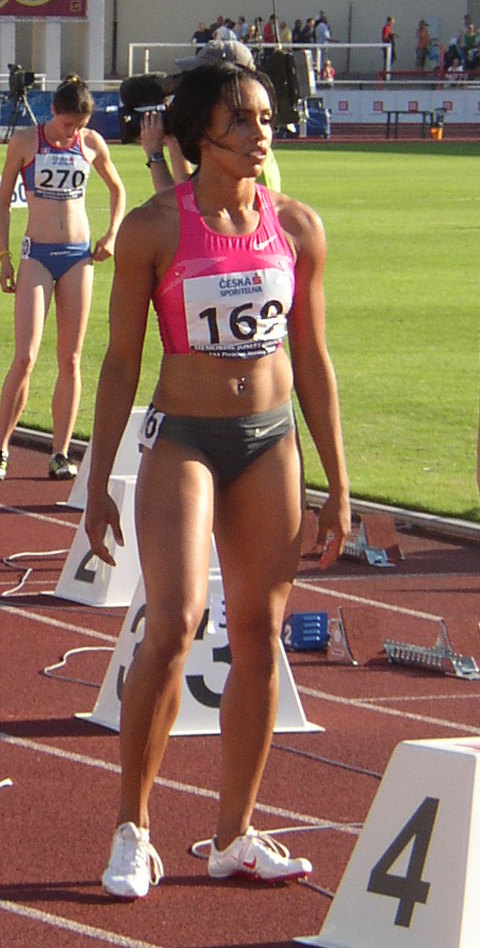
Carol Rodríguez – ausgeschieden als Fünfte in 23,54 s
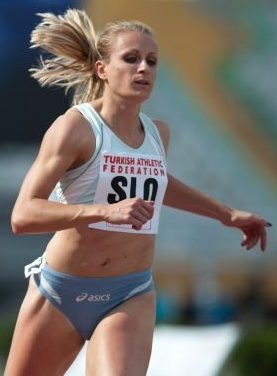
Sabina Veit – ausgeschieden als Sechste in 23,77 s

19. August 2009, 19:51 Uhr
Wind: +0,1 m/s
| Platz | Name                | Nation              | Zeit (s) |
| ----- | ------------------- | ------------------- | -------- |
| 1     | Muna Lee            | USA                 | 22,76    |
| 2     | Kelly-Ann Baptiste  | Trinidad und Tobago | 23,00    |
| 3     | Julija Guschtschina | Russland            | 23,07    |
| 4     | Virgil Hodge        | St. Kitts und Nevis | 23,34    |
| 5     | Carol Rodríguez     | Puerto Rico         | 23,54    |
| 6     | Sabina Veit         | Slowenien           | 23,77    |
| 7     | Sunayna Wahi        | Suriname            | 24,74    |
| 8     | Saria Traboulsi     | Libanon             | 26,90    |

### Vorlauf 3
19. August 2009, 19:57 Uhr
Wind: ±0,0 m/s
| Platz | Name             | Nation              | Zeit (s)                                         |
| ----- | ---------------- | ------------------- | ------------------------------------------------ |
| 1     | Allyson Felix    | USA                 | 22,88                                            |
| 2     | Monique Williams | Neuseeland          | 22,96 NR                                         |
| 3     | Tameka Williams  | St. Kitts und Nevis | 23,27                                            |
| 4     | Olga Saizewa     | Russland            | 23,28                                            |
| 5     | Adrienne Power   | Kanada              | 23,38 eigentlich für das Halbfinale qualifiziert |
| 6     | Momoko Takahashi | Japan               | 23,61                                            |
| 7     | Selloane Tsoaeli | Lesotho             | 28,34                                            |
| DOP   | Ruqaya Al Ghasra | Bahrain             | für das Halbfinale zugelassen                    |

### Vorlauf 4

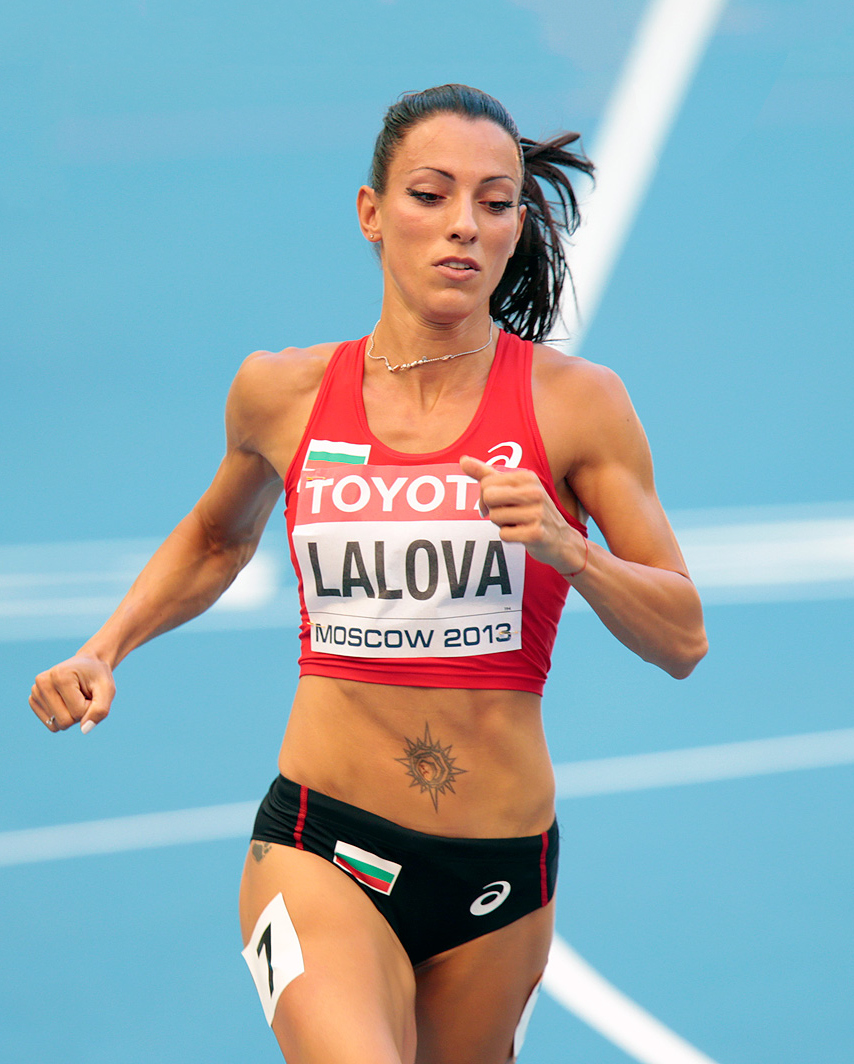
Iwet Lalowa – ausgeschieden als Sechste in 23,60 s

19. August 2009, 20:03 Uhr
Wind: +0,1 m/s
| Platz | Name                     | Nation              | Zeit (s) |
| ----- | ------------------------ | ------------------- | -------- |
| 1     | Marshevet Myers          | USA                 | 22,51    |
| 2     | Debbie Ferguson-McKenzie | Bahamas             | 22,71    |
| 3     | Eleni Artymata           | Zypern              | 22,83 NR |
| 4     | Jelena Bolsun            | Russland            | 23,06    |
| 5     | Alena Kijewitsch         | Belarus             | 23,59    |
| 6     | Iwet Lalowa              | Bulgarien           | 23,60    |
| 7     | Meritzer Williams        | St. Kitts und Nevis | 23,72    |

### Vorlauf 5

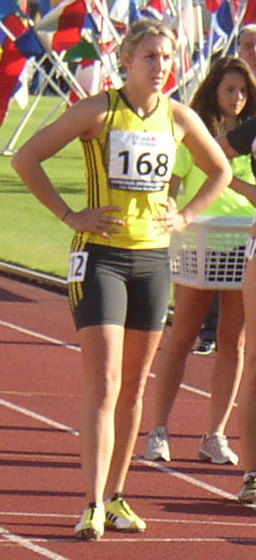
Isabel Le Roux – ausgeschieden als Fünfte in 23,61 s
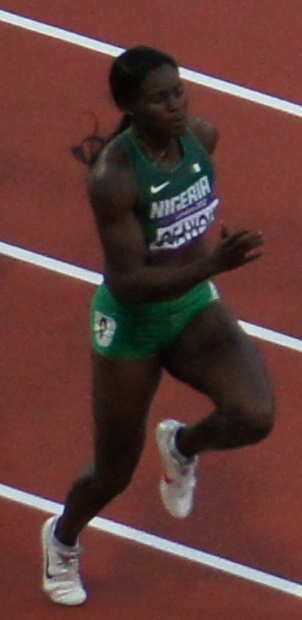
Oludamola Osayomi – ausgeschieden als Siebte in 24,24 s

19. August 2009, 20:09 Uhr
Wind: +0,1 m/s
| Platz | Name                   | Nation                       | Zeit (s) |
| ----- | ---------------------- | ---------------------------- | -------- |
| 1     | Cydonie Mothersille    | Cayman Islands               | 22,69    |
| 2     | Anneisha McLaughlin    | Jamaika                      | 22,91    |
| 3     | LaVerne Jones-Ferrette | Amerikanische Jungferninseln | 22,97    |
| 4     | Vida Anim              | Ghana                        | 23,33    |
| 5     | Isabel Le Roux         | Südafrika                    | 23,61    |
| 6     | Makelesi Batimala      | Fidschi                      | 24,13    |
| 7     | Oludamola Osayomi      | Nigeria                      | 24,24    |

### Vorlauf 6

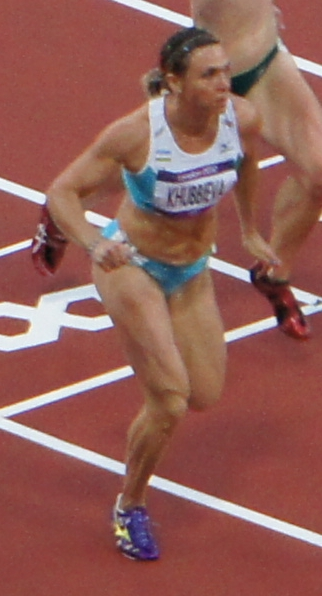
Guzel Khubbiyeva – ausgeschieden als Fünfte in 23,61 s

19. August 2009, 20:15 Uhr
Wind: ±0,0 m/s
| Platz | Name                    | Nation         | Zeit (s) |
| ----- | ----------------------- | -------------- | -------- |
| 1     | Veronica Campbell-Brown | Jamaika        | 23,01    |
| 2     | Emily Freeman           | Großbritannien | 23,10    |
| 3     | Olivia Borlée           | Belgien        | 23,25    |
| 4     | Sheniqua Ferguson       | Bahamas        | 23,35    |
| 5     | Goʻzal Xubbiyeva        | Usbekistan     | 23,61    |
| 6     | Jade Bailey             | Barbados       | 23,84    |
| DNS   | Jelysaweta Bryshina     | Ukraine        |          |

## Halbfinale
Aus den drei Halbfinalläufen qualifizierten sich die jeweils ersten beiden Athletinnen – hellblau unterlegt – sowie die darüber hinaus zwei zeitschnellsten Läuferinnen – hellgrün unterlegt – für das Finale.

### Halbfinallauf 1

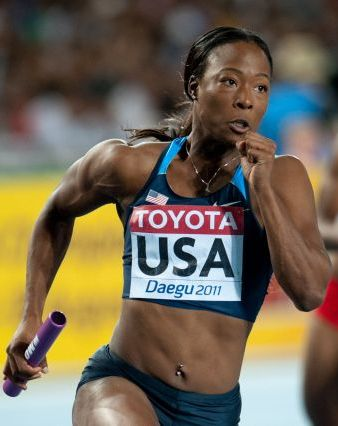
Marshevet Myers – Rennen nicht beendet
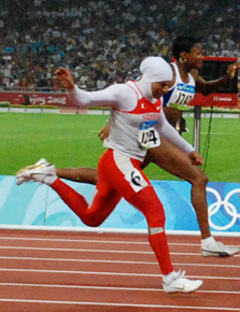
Ruqaya Al Ghasra – wegen Dopingvergehens disqualifiziert

20. August 2009, 19:56 Uhr
Wind: +0,5 m/s
| Platz | Name                     | Nation         | Zeit (s) |
| ----- | ------------------------ | -------------- | -------- |
| 1     | Debbie Ferguson-McKenzie | Bahamas        | 22,24    |
| 2     | Veronica Campbell-Brown  | Jamaika        | 22,29    |
| 3     | Emily Freeman            | Großbritannien | 22,64    |
| 4     | Eleni Artymata           | Zypern         | 22,64 NR |
| 5     | Johanna Danois           | Frankreich     | 23,03    |
| 6     | Jelena Bolsun            | Russland       | 23,27    |
| DNF   | Marshevet Myers          | USA            |          |
| DOP   | Ruqaya Al Ghasra         | Bahrain        |          |

### Halbfinallauf 2

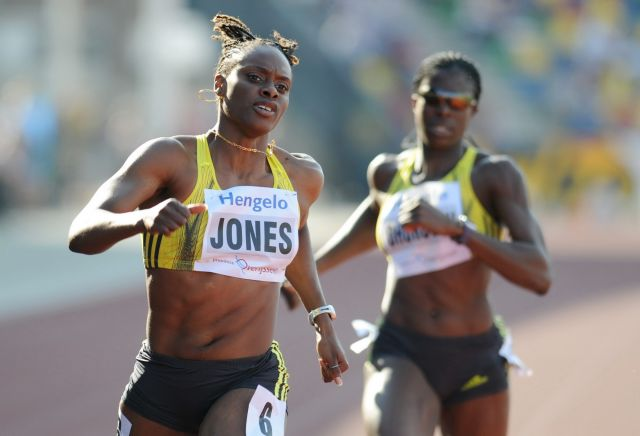
LaVerne Jones-Ferrette – ausgeschieden als Dritte in 22,74 s
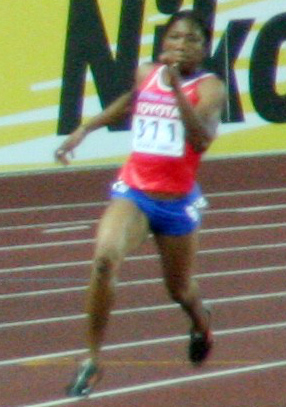
Cydonie Mothersille – ausgeschieden als Vierte in 22,80 s
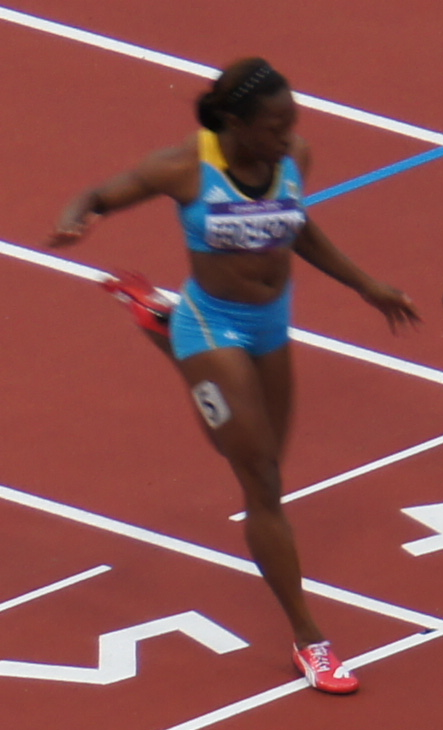
Sheniqua Ferguson – ausgeschieden als Siebte in 23,40 s

20. August 2009, 19:56 Uhr
Wind: +0,3 m/s
| Platz | Name                   | Nation                       | Zeit (s) |
| ----- | ---------------------- | ---------------------------- | -------- |
| 1     | Allyson Felix          | USA                          | 22,44    |
| 2     | Anneisha McLaughlin    | Jamaika                      | 22,55    |
| 3     | LaVerne Jones-Ferrette | Amerikanische Jungferninseln | 22,74    |
| 4     | Cydonie Mothersille    | Cayman Islands               | 22,80    |
| 5     | ChaRonda Williams      | USA                          | 22,81    |
| 6     | Olga Saizewa           | Russland                     | 23,19    |
| 7     | Sheniqua Ferguson      | Bahamas                      | 23,40    |
| 8     | Tameka Williams        | St. Kitts und Nevis          | 23,47    |

### Halbfinallauf 3
20. August 2009, 20:02 Uhr
Wind: +0,5 m/s
| Platz | Name                | Nation              | Zeit (s) |
| ----- | ------------------- | ------------------- | -------- |
| 1     | Muna Lee            | USA                 | 22,30    |
| 2     | Simone Facey        | Jamaika             | 22,58    |
| 3     | Monique Williams    | Neuseeland          | 22,90 NR |
| 4     | Kelly-Ann Baptiste  | Trinidad und Tobago | 22,96    |
| 5     | Virgil Hodge        | St. Kitts und Nevis | 23,19    |
| 6     | Julija Guschtschina | Russland            | 23,24    |
| 7     | Vida Anim           | Ghana               | 23,36    |
| 8     | Olivia Borlée       | Belgien             | 23,42    |

Im dritten Halbfinale ausgeschiedene Sprinterinnen:

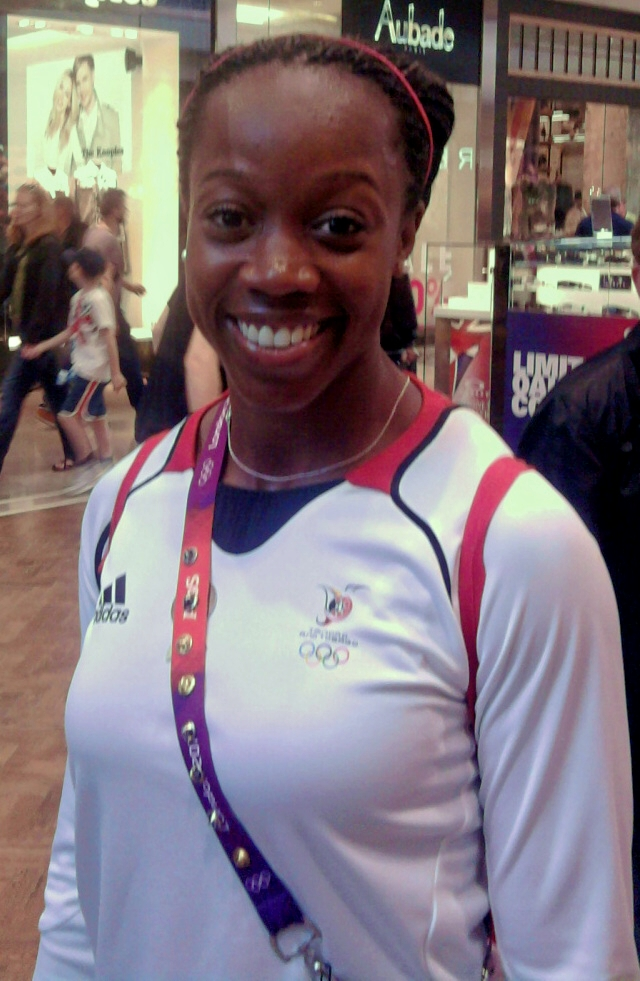
Kelly-Ann Baptiste Rang vier in 22,96 s
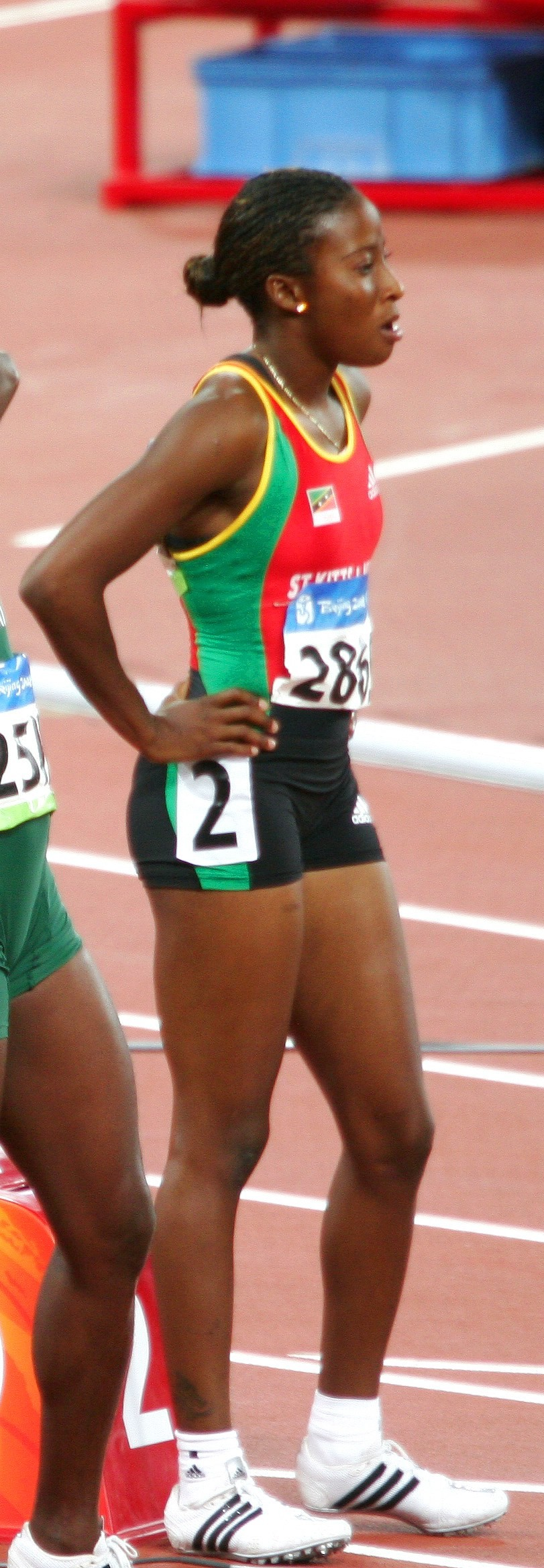
Virgil Hodge Rang fünf in 23,19 s
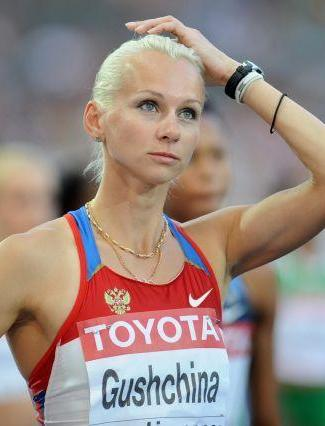
Julija Guschtschina Rang sechs in 23,24 s
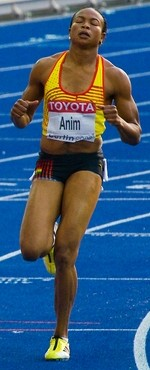
Vida Anim Rang sieben in 23,36 s
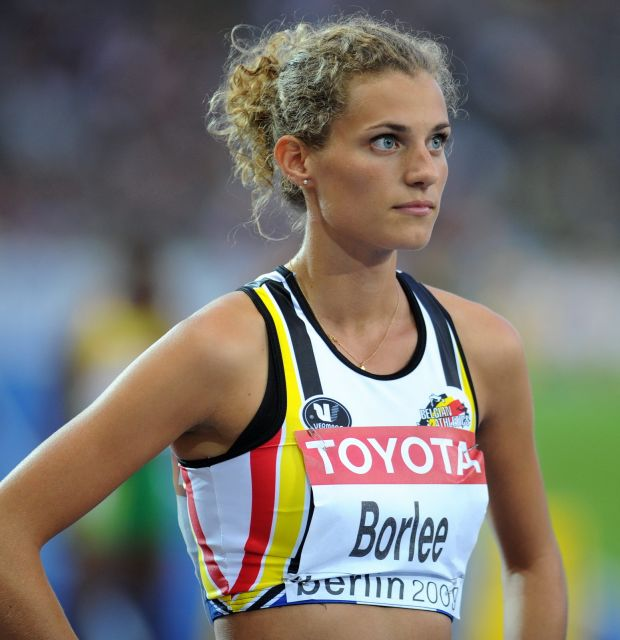
Olivia Borlée Rang acht in 23,42 s

## Finale

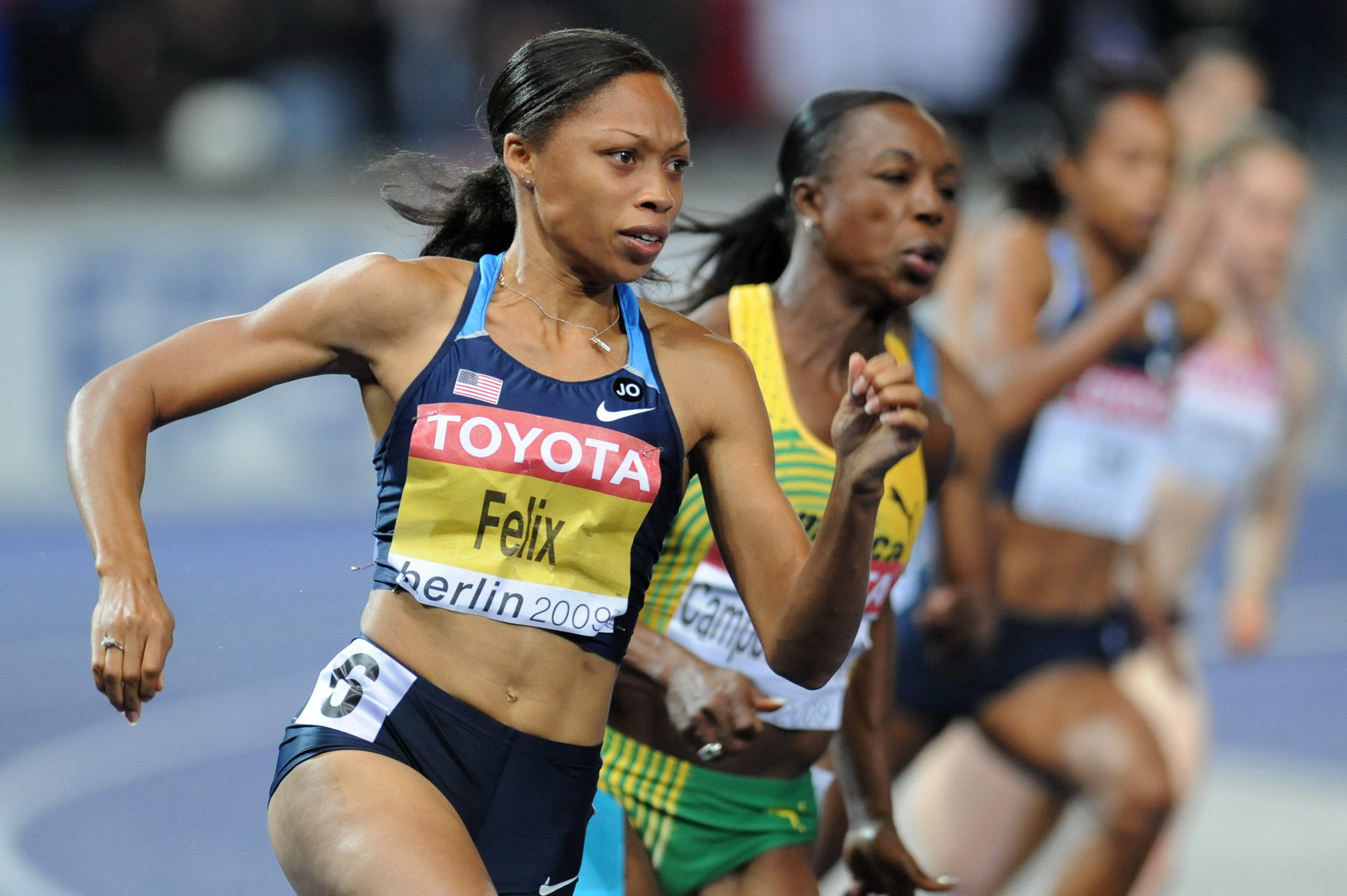
Die 200-Meter-Läuferinnen in der Kurve – vorne: Allyson Felix, daneben: Veronica Campbell-Brown

21. August 2009, 21:00 Uhr
Wind: −0,1 m/s
| Platz | Name                     | Nation         | Zeit (s) |
| ----- | ------------------------ | -------------- | -------- |
| 1     | Allyson Felix            | USA            | 22,02    |
| 2     | Veronica Campbell-Brown  | Jamaika        | 22,35    |
| 3     | Debbie Ferguson-McKenzie | Bahamas        | 22,41    |
| 4     | Muna Lee                 | USA            | 22,48    |
| 5     | Anneisha McLaughlin      | Jamaika        | 22,62    |
| 6     | Simone Facey             | Jamaika        | 22,80    |
| 7     | Emily Freeman            | Großbritannien | 22,98    |
| 8     | Eleni Artymata           | Zypern         | 23,05    |

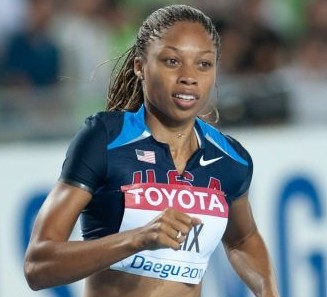
Zum dritten Mal Weltmeisterin; Allyson Felix, die am Schlusstag über 4-mal 400 Meter eine weitere Goldmedaille gewann
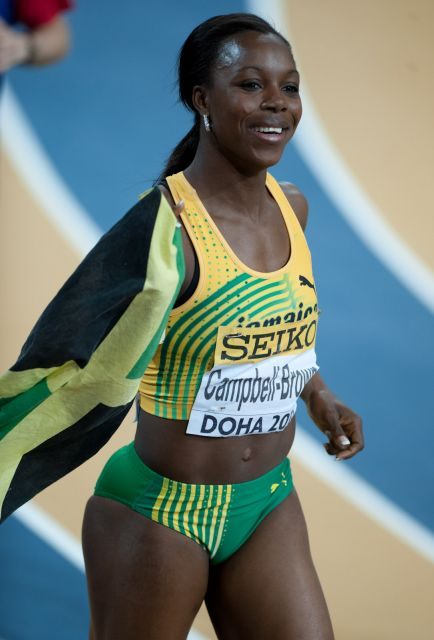
Zum zweiten Mal Vizeweltmeisterin: die zweifache Olympiasiegerin Veronica Campbell-Brown
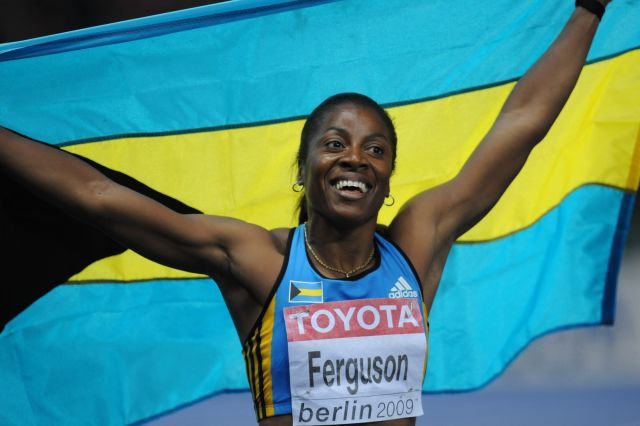
Debbie Ferguson-McKenzie, 2001 Weltmeisterin und 2004 Olympiadritte, freute sich über Bronze
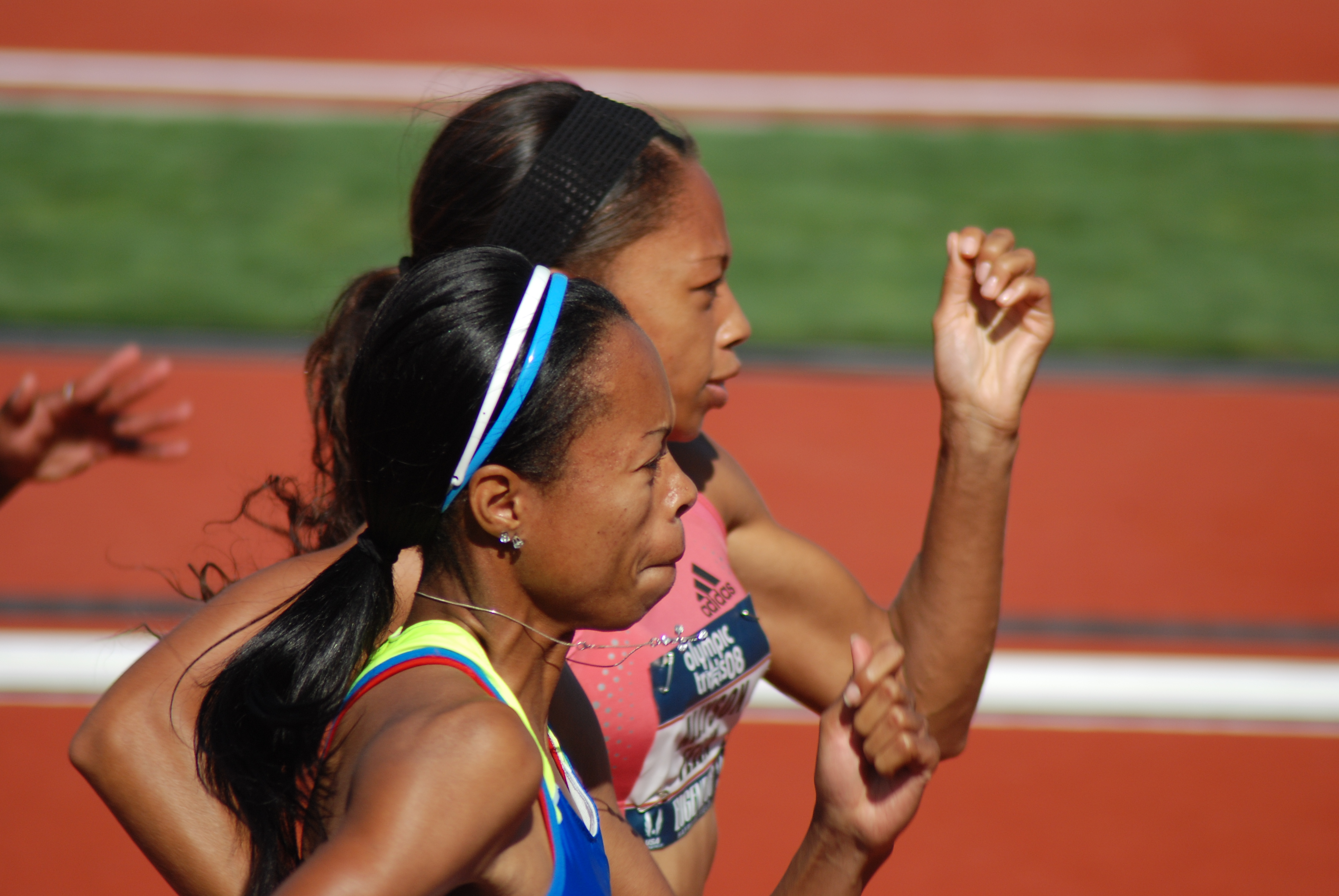
Muna Lee (vorne) belegte Rang vier
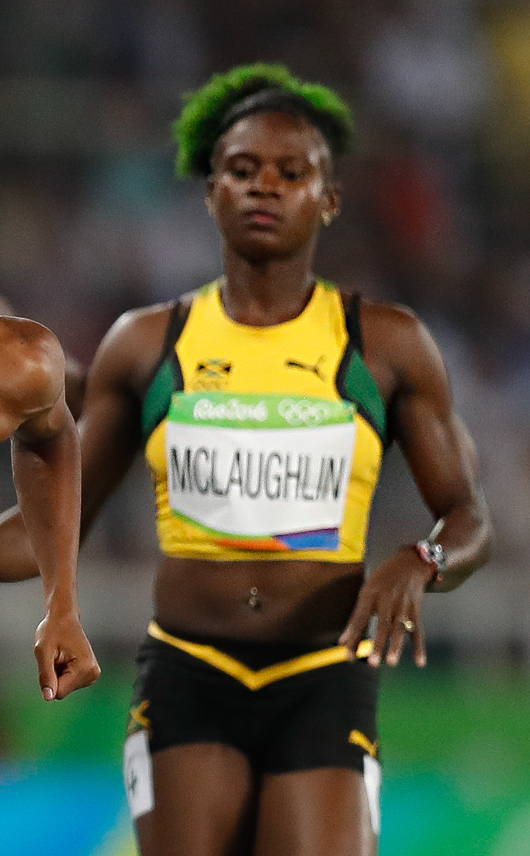
Anneisha McLaughlin kam auf den fünften Platz
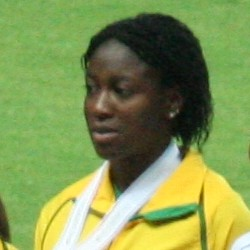
Simone Facey erreichte Platz sechs
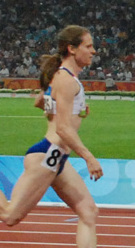
Die siebtplatzierte Emily Freeman
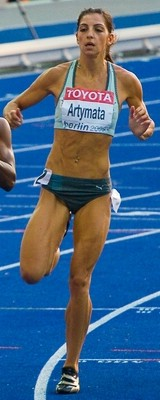
Rang acht für Eleni Artymata, die im Vorlauf und im Halbfinale jeweils Landesrekord für Zypern gelaufen war

## Video
- womens 200m berlin.wmv, youtube.com, abgerufen am 1. Dezember 2020